# Wymiana Hamburgera
Wymiana Hamburgera, inaczej przesunięcie chlorkowe – wymiana jonów zachodząca między osoczem, a krwinką czerwoną. Do wnętrza krwinki czerwonej wnika anion chlorkowy (Cl-) natomiast do osocza anion wodorowęglanowy (HCO3-) powstały w procesie oddychania komórkowego. Proces nazywany jest przesunięciem chlorkowym ze względu na rolę anionu chlorkowego w całym procesie.

## Przesunięcie w płucach
1. Przyłączanie tlenu – odłączanie protonów (H+).
2. W miejsce H+ przyłączane zostają kationy K+.
3. Jony Cl- z krwinki dyfundują do osocza. Na ich miejsce z osocza do krwinki dostają się aniony HCO3-.
4. Powstanie w krwince H2CO3, który jest nietrwały. Rozpada się on na CO2 oraz H2O.
5. CO2 dyfunduje z krwinki do osocza, stamtąd do światła pęcherzyków płucnych i dalej z wydychanym powietrzem.

## Przesunięcie chlorkowe w tkankach
1. Odczepienie tlenu z hemoglobiny oraz odłączenie kationów potasowych (K+).
2. CO2 dyfunduje z osocza do krwinek.
3. Anhydraza węglanowa w krwince katalizuje reakcję, która bez udziału katalizatora jest przesunięta w stronę substratu: H2O + CO2 → H2CO3.
4. H2CO3 odłącza protony H+ i powstaje H+ oraz HCO3-.
5. HCO3- wędruje do osocza, dalej do płuc, natomiast H+ w miejsce kationu K+.
6. Przyłączanie przez krwinkę Cl- na miejsce HCO3-.

Przeczytaj ostrzeżenie dotyczące informacji medycznych i pokrewnych zamieszczonych w Wikipedii.